# Nomaden der Lüfte – Das Geheimnis der Zugvögel
Nomaden der Lüfte – Das Geheimnis der Zugvögel (Originaltitel: Le Peuple migrateur) ist ein 2001 gedrehter Tierfilm. Das Werk der französischen Regisseure Jacques Perrin, Jacques Cluzaud und Michel Debats ist dem französischen Ornithologen Jean Dorst gewidmet.

## Handlung
Der Film zeigt die alljährliche Wanderschaft von Zugvögeln. Die meisten Aufnahmen zeigen die Vögel dabei im Flug, wobei die Kamera mittels eines Ultraleichtflugzeugs mitgeführt wurde. Der Film setzt ganz auf die Faszination der Bilder, wissenschaftliche Erklärungen stehen nicht im Vordergrund. Der Erzähler spricht nur sehr selten zum Betrachter. Der Weg der Tiere beginnt an einem kleinen europäischen See, in der ein Junge durch die Landschaft streift, und endet ein Jahr später mit dem gleichen Motiv.

## Entstehungsgeschichte
Die Aufnahmen wurden von sechs Kamerateams über einen Zeitraum von drei Jahren auf allen sieben Kontinenten gedreht und zeigen 50 Vogelarten, darunter Kanadagans, Weißwangengans, Streifengans, Rothalsgans, Schneegans, Singschwan, Kranich, Mandschurenkranich, Weißstorch, Andenkondor, Wanderalbatros, Felsenpinguin, Küstenseeschwalbe und Rosapelikan. Auf den enormen Distanzen werden alle Arten von Wetterbedingungen und Landschaftsarten durchflogen.
Die Vögel wurden auf die Kameraleute geprägt, einige der Arten sogar zum ersten Mal überhaupt, und an die Beobachtungsgeräte wie Ultraleichtflugzeug, Gleitschirm, Heißluftballon sowie Autos, Motorräder, Motorboote, einen ferngesteuerten Roboter und ein französisches Marineschiff gewöhnt.
Die Musik von Bruno Coulais stammt von bulgarischen und korsischen Sängergruppen sowie von Nick Cave und Robert Wyatt. Dabei wurde der Musik teilweise das Schlagen von Flügeln beigemischt, um dem Betrachter den Eindruck zu geben, er sei ein Mitglied der gezeigten Vogelgruppe. Die Originalmusik von Bruno Coulais greift immer wieder auf die Themen der anderen Songs des Soundtracks zurück. In The Red Forest hallen zum Beispiel die Melodien von To be by your Side und Masters of the Field nach.

## Kritiken
- „Durch teilweise in einer Vogelschule an die Menschen gewöhnte Vögel und den Einsatz von kamerabestückten Fluggeräten, die sich wie selbstverständlich in die Formationsflüge der gefiederten Hauptdarsteller einfügen, entstanden sensationelle Aufnahmen, die den Zuschauer in eine tranceartige Schwerelosigkeit versetzten. Unaufdringlich plädiert der jede Effekthascherei vermeidende Film für den Einklang zwischen Mensch und Natur.“ (film-dienst[1])

## Auszeichnungen
Sechs Jahre nach dem von Perrin produzierten Dokumentarfilm Mikrokosmos – Das Volk der Gräser wurde Nomaden der Lüfte – Das Geheimnis der Zugvögel von der Kritik gelobt und 2003 für den Oscar als bester Dokumentarfilm nominiert, musste sich aber Michael Moores erfolgreichem Bowling for Columbine geschlagen geben. Weitere Auszeichnungen, die der Film erhielt, waren u. a. der César für den Schnitt und Nominierungen für den Europäischen Filmpreis und den spanischen Goya.